# Гендерсон (Теннессі)
Гендерсон (англ. Henderson) — місто (англ. city) в США, в окрузі Честер штату Теннессі. Населення — 6308 осіб (2020). Гендерсон називався Дейтоном під час Громадянської війни, потім був відомий як Станція Гендерсон і, нарешті, Гендерсон.

## Географія
Гендерсон лежить на перехресті 45-го шосе та 100-ї державної дороги США, на захід від південного відгалуження Роздвоєної оленячої річки (Forked Deer River), недалеко від центру графства Честер. На 45-му шосе США, що проходить через місто, на віддалі 27 км у північно-західному напрямку розміщене місто Джексон, а за 32 км на південь — Селмер. Державна дорога 100 веде на схід до Декатурвіля (51 км) і на захід (48 км) до Вайтвіля.
Координати Гендерсона — 35°26′38″ пн. ш. 88°39′23″ зх. д. / 35.44389° пн. ш. 88.65639° зх. д. (35.443991, -88.656429). За даними Бюро перепису населення США в 2010 році місто мало площу 20,37 км², з яких 20,30 км² — суходіл та 0,07 км² — водойми.

## Демографія
Згідно з переписом 2010 року, у місті мешкало 6309 осіб у 2041 домогосподарстві у складі 1357 родин. Густота населення становила 310 осіб/км². Було 2273 помешкання (112/км²).
Расовий склад населення:
| - 79,7 % — білих - 16,1 % — чорних або афроамериканців - 0,5 % — корінних американців - 0,4 % — азіатів - 1,2 % — осіб інших рас |

До двох чи більше рас належало 2,0 %. Частка іспаномовних становила 2,9 % від усіх жителів.
За віковим діапазоном населення розподілялося таким чином: 21,6 % — особи молодші 18 років, 64,3 % — особи у віці 18—64 років, 14,1 % — особи у віці 65 років та старші. Медіана віку мешканця становила 27,1 року. На 100 осіб жіночої статі у місті припадало 80,8 чоловіків; на 100 жінок у віці від 18 років та старших — 76,9 чоловіків також старших 18 років.
Середній дохід на одне домашнє господарство становив 45 039 доларів США (медіана — 33 850), а середній дохід на одну сім'ю — 54 444 долари (медіана — 49 750). Медіана доходів становила 35 972 долари для чоловіків та 30 998 доларів для жінок. За межею бідності перебувало 33,3 % осіб, у тому числі 34,3 % дітей у віці до 18 років та 42,3 % осіб у віці 65 років та старших.
Цивільне працевлаштоване населення становило 2281 особа. Основні галузі зайнятості: освіта, охорона здоров'я та соціальна допомога — 30,8 %, виробництво — 15,6 %, роздрібна торгівля — 13,0 %.

## Освіта
- Університет Фріда-Гардемана[en] — приватний навчальний заклад пов'язаний з Церквами Христа — напрямку християнства, що відноситься до євангельських християн. Заснований у 1907 році Арві Дж. Фрідом та Ніколасом Броді Гардменом (1874—1965) як коледж, який у 1990 році отримав статус університету.

## Відомі люди
- Еді Арнольд (1918—2008) — співак музики кантрі, який народився в Гендерсоні.